# Real Rimini FC
Real Rimini Football Club byl italský fotbalový klub sídlící ve městě Rimini. Klub byl založen v roce 2010, zanikl v roce 2012 díky finančním problémům.

## Umístění v jednotlivých sezonách
| Sezóny  | Liga            | Úroveň | Z  | V  | R  | P  | VG | OG  | +/- | B  | Pozice |
| ------- | --------------- | ------ | -- | -- | -- | -- | -- | --- | --- | -- | ------ |
| 2010/11 | Serie D – sk. F | 5      | 38 | 20 | 11 | 7  | 66 | 39  | +27 | 71 | 3.     |
| 2011/12 | Serie D – sk. F | 5      | 34 | 0  | 5  | 29 | 16 | 107 | -91 | 5  | 18.    |